# Ливингстон, Джессика

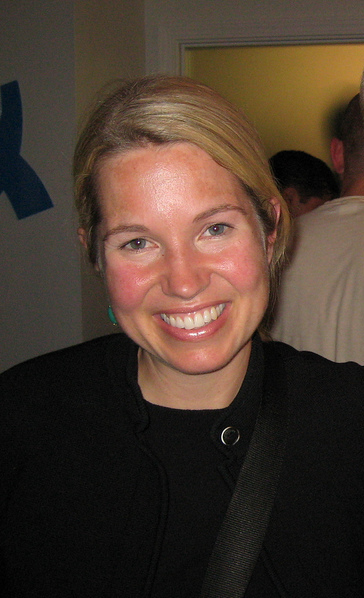
Джессика Ливингстон в 2007 году

Джессика Ливингстон (англ. Jessica Livingston, 1971) — один из основателей венчурного фонда Y Combinator. Также организовала школу стартапов. Получила степень бакалавра в Бакнеллском университете.
В начале 2007 года написала книгу Founders at Work: Stories of Startups’ Early Days, вышедшую в издательстве Apress — собрание интервью с известными основателями стартапов, таких как Стив Возняк, Митч Капор (англ. Mitch Kapor), Рэй Оззи и Макс Левчин.
В 2008 вышла замуж за сооснователя Y Combinator Пола Грэма.